# Forhistorisk tid
 Denne artikel bør gennemlæses af en person med fagkendskab for at sikre den faglige korrekthed.

 "Oldtiden" omdirigeres hertil. For den klassiske oldtid, se Antikken.
Forhistorisk tid (præhistorisk tid eller urhistorisk tid) er den ældste periode i menneskehedens historie. Den strækker sig fra de ældste stenredskaber for 2,5 millioner år siden til de første fund af skrifter. Udforskningen hører under arkæologi med antropologi. Betegnelsen protohistorie bruges særligt Europa og Nærøsten om tiden omkring skriftens opståen.
Forhistorisk tid betegner forskellige globale perioder. Fra forhistorisk tid udforskes i dag flora, fauna, klima og geologi.
| Skriftens tilsynekomst i Asien                   |              |                    |                                                                                          |
| Primær kultur                                    | Region       | Tid                | Bemærkning                                                                               |
| Sumer                                            | Mellemøsten  | 4. årtusinde f.Kr. | Sumerisk kileskrift. Keramik, landbrug, byer og kult. Kobberalder til ældre bronzealder. |
| Induskulturen (Harappa)                          | Indien       | 3. årtusinde f.Kr. | Hieroglyfisk. Keramik, landbrug og byer. Bronzealder.                                    |
| Shang-dynastiet                                  | Kina         | 2. årtusinde f.Kr. | Kinesisk. Keramik, landbrug, byer, kult og mønter. Bronzealder.                          |
| Vedisk kultur                                    | Indien       | 1. årtusinde f.Kr. | Sanskrit. Stor lighed med harappisk kultur. Bronzealder.                                 |
| Skriftens tilsynekomst i præ-columbiansk Amerika |              |                    |                                                                                          |
| Maya                                             | Mesoamerika  | 1. årtusinde f.Kr. | Maya glyf. Keramik, landbrug, byer og kult.                                              |
| Skriftens tilsynekomst i Europa. Klassisk oldtid |              |                    |                                                                                          |
| Minoisk kultur                                   | Kreta        | 2. årtusinde f.Kr. | Kretiske hieroglyffer og Linear A. Keramik, landbrug og byer. Bronzealder.               |
| Oldtidens Grækenland                             | Grækenland   | 1. årtusinde f.Kr. | Græsk. Keramik, landbrug og byer. Jernalder.                                             |
| Det romerske kongedømme                          | Italien      | 1. årtusinde f.Kr. | Latin. Keramik, landbrug og byer. Jernalder.                                             |
| Danmark                                          | Skandinavien | 1075               | Latin (indført). Keramik, landbrug og byer. Jernalder.                                   |

## Studiet af forhistorisk tid
Forhistorisk arkæologi er beskrevet i Salmonsens Konversationsleksikon (1919): fund fra 'gammel tid' eller 'oldtid' er genstand for videnskabelige undersøgelser. Fra Ordbog over det danske Sprog (1924) angives 'forhistorisk' som et nyt ord.
Men oldtiden (tysk:altertum, fransk:ancien-) kendtes og blev brugt som begreb i europæisk historieskrivning, før arkæologien vandt udbredelse i 1800-tallet. Oldtidshistorien var, og er stadigvæk, kendt gennem overleveringen af den klassiske græsk-romerske litteratur med den klassiske periode: Antikken, ca. 480 f.Kr. – ca. 550 e.Kr. I dag bruges 'oldtid' almindeligvis som betegnelse om tiden før historieskrivningen, men stadig med den klassiske tid. Oldtidskonceptet er hverken kronologisk eller geografisk præcist og betegner noget, der opfattes tilbagestående eller forældet, fx "De lever stadigvæk i oldtiden."

### Forhistorisk arkæologi
I 1836 publicerede Det kongelige Nordiske Oldskrift-Selskab ved C.J. Thomsen retningslinjer for en kronologisk kategorisering af samlingen ved Det Kgl. Museum for Nordiske Oldsager. Inddelingen af oldtiden i stenalder, bronzealder og jernalder blev internationalt accepteret og bruges i dag – nu med opdelinger af de oprindelige tre perioder. Allerede C.J. Thomsens elev J.J.A. Worsaae skelnede mellem yngre og ældre stenalder.
I 1838 kom Jacques Boucher de Perthes i karambolage med den bibelske tidsgrænse på 6.000 år for menneskets historie, da han fandt ældre stenredskaber i flodaflejringer. Hans tidsangivelse blev i 1858 bekræftet af britiske forskere. Efter Charles Darwins idé om evolution udkom John Lubbocks Pre-historic times, as illustrated by ancient remains, and the manners and customs of modern savages, hvori perioderne archæolithic (senere palæolitisk) og neolitisk forekom med henvisning til Worsaaes værk. Men nok så vigtigt var Lubbocks evolutionære syn på menneskets udvikling og dermed ideen om, at de forhistoriske kulturer viste en biologisk udvikling. Der afholdtes fra og med 1865 flere internationale forhistoriske konferencer, hvor videnskabsmænd fra Europa bidrog til den forhistoriske arkæologi.
Tre-periode inddelingen havde fokus på forholdene i Europa. I dag benyttes den for europæiske forhold og store dele af Asien, hvorimod Afrika og Amerika viser en anden udvikling.

### Palæolitisk tidsinddeling
Den nuværende periodisering af palæolitikum er vejledende, ikke en angivelsen af præcise tidsperioder. Udslagsgivende for periodiseringen af et fundsted er de stenredskaber, der bliver fundet der. Den oprindelige metodologi blev foreslået af de Mortillet (1866), der overtog princippet om strikt tidsafgrænsning, lede-motiv samt navngivning efter typologisk fundsted fra den geologiske tidsbestemmelse, geokronologien.
Som C.J.Thomsen publicerede de Mortillet sin tidsinddeling som leder af Musée des Antiquités nationales i forbindelse med arrangementet af en af de første verdensudstillinger – Exposition Universelle (1867) (de Mortillet 1867).
Arkæologiens værdi blev umiskendelig og overtog nogle af historieskrivningens problemer i Europa; specielt tesen om den kulturelle biologisk-evolutionære historie og tesen om det historistiske.
Først i 1950'erne med François Bordes og sidst i 1960'erne med Grahame Clark kom der alternative metodologier. Bordes foreslog at foreskrive procentsatser for de fundtyper, der fandtes på tværs af flere hundredtusinder af år. Det var fund, som voldte store hovedbrud i klassificeringen af palæolitikum: typerne bifaces (tveægget håndøkse), levallois og flake-tool. Clark satte fokus på forarbejdningsteknikkens udvikling, og at nye teknologier erstattede ældre. Redskabstyperne kunne derfor fortælle en kulturhistorie.
Tidsangivelsen af palæolitikum er blevet både revideret og raffineret. Ideelt set er fundtypen primær, og dateringen af fundkonteksten sekundær – stratigrafisk eller gennem isotopanalyse. Det er nødvendigt at revidere tidsgrænserne for ikke at hænge fast i forældede periodiseringer. Den moderne fortælling om forhistorien har givet plads til synkrone fremstillinger og er ikke kun præget af periodisering.
Arkæologiens succes har banet vejen for tolkninger og bragt den forhistoriske tid fra museets støvede kulisser frem til den moderne videnskab.

### Tolkninger af forhistorisk tid
Hvad der egentlig foregik for hundreder eller tusinder af år siden er enten utilgængelig for videnskaben i de mest signifikante aspekter af usikker relevans eller simpelthen irrelevant for den verden, vi lever i ....

 — Cornelius Holtorf
, Archaeology is a brand! The meaning of archaeology in popular culture (Archaeopress 2007) 

#### Menneskets evolution
Efter Darwins berømte iagttagelser af finker på Galápagosøerne og hans teori om biologisk evolution fulgte et behov for at eftervise teorien empirisk: eftersøgningen af biologiske spor i fortiden. Evolutionslæren blev i samtiden også opfattet politisk, navnlig da kritikere talte om det, de kaldte socialdarwinisme. Selv om de teoretikere, de kritiserede, i nogle tilfælde havde skrevet før Darwins Origin of the Species.
Siden 1960'erne er det lanceret som the New Archaeology og refereret som Bordes-Binford debatten.
New Archaeology er et antropologisk studium med fokus på de kognitive aspekter, man formoder, det forhistoriske menneske besad, og deres evolution. Perspektivet er også stil versus funktion: Det antropologiske og biologisk-evolutionære har fokus på funktion: Søgningen efter en forståelse for fortidsmenneskets relation til et redskab åbner en fortælling om menneskets evolution gennem motorik og abstrakt tænkning.

#### Samfundets evolution
Den amerikanske antropolog Lewis H. Morgan lancerede i 1877 en beskrivelse af samfundets evolution gennem sociale relationer. Friedrich Engels populariserede denne antropologi i beskrivelsen af den sociale udvikling fra matriarkat til patriarkat og fra endogami til exogami med den endelige udløber heraf som det borgerlige ægteskab. Engels værk havde indflydelse i den politiske bevægelse marxisme, hvorimod den efterfølgende antropologiske research fokuseredes på Emile Durkheims tese om den empiriske socialvidenskab – vanskeligt realiserbar på studiet af forhistorisk tid. I sovjetisk antropologi fandt Engels teori et vist fodfæste, og i kinesisk fremstilling af forhistorisk tid findes ligeledes referencer til Engels idé om social udvikling.

#### Det indogermanske folk
Malthe Conrad Bruun lancerede i slutningen af 1700-tallet begrebet 'langues
indo-germaniques'. Den filologiske idé om et oprindeligt sprog medførte også
forestillingen om et oprindeligt folk – et urfolk – og en oprindelig region – et
urhjem. Ikke usædvanligt manifesterede også den idé sig i politiske bevægelser,
særligt i forskellige nationers patriotiske eller
nationalistiske iver efter at finde urhjem eller urfolk inden for
deres lands grænser. Der er ikke noget konklusivt materielt spor efter hverken
urhjem eller urfolk. Opfattelsen af en fælles indo-europæisk fortid for hen ved
8.000 år siden er omdiskuteret, men almindelig. Den nok mest kendte proponent for en
konkret hypotese er Marija Gimbutas, der har beskrevet Kurgankulturen. Der
findes endvidere Anatolien-hypothesen ved Colin Renfrew samt flere andre
teorier.

#### Menneskets migration
Den første antagelse om menneskets udbredelse kom fra Darwin, der mente, mennesket har en
fælles stamfader, der måtte findes i Afrika. Den forhistoriske arkæologi
frembragte flere fossilfund fra både Europa, Asien og Afrika, der medførte teorien
om flere stamfædre. I dag er man igen vendt tilbage til den opfattelse, at mennesket
havde sin fælles oprindelse i Afrika.
Gen-forskningens indflydelse
Genetik-forskeren Cavalli-Sforza beskæftigede sig tidligt – kort efter
opdagelsen af DNA – med et kontroversielt tema, nemlig forbindelsen mellem
sprog og gen, i hvilken sammenhæng han også har kommenteret Kurgan-hypotesen og
Anatolien-hypotesen. Den nuværende hypotese for menneskets udbredelse,
Out-of-Africa II, blev udviklet i 1980'erne og er baseret på genetisk forskning.

## Oversigt over forhistorisk tid

### Forhistorisk tids begyndelse og slutning
Forhistorien begynder med tilsynekomsten af mennesket, som frugten af en evolution
gennem hundreder af tusinder år – hominidernes evolution. Spørgsmålet om, hvad der gør mennesket til menneske, kan søges besvaret antropologisk, kulturelt eller filosofisk.
Mennesket begynder med Homo rudolfensis for 2,9 millioner år siden og Homo habilis (2,4 millioner år). Begge levede i Østafrika. De gik oprejst og lavede sandsynligvis redskaber, to grundlæggende egenskaber, der definerer mennesket. Nyere fund har vist, at Australopithecus, det foregående trin i evolutionen, eventuelt også delvis gik oprejst. Den ældst kendte tilvirkning af stenredskaber stammer fra menneskets tid, men også fra Paranthropus' tid – en mere robust Australopithecus – og det er ikke muligt at sige, hvem der har stået bag tilvirkningen.
Alt efter definiton begynder forhistorisk tid for omkring 3 til 5 millioner år siden.
Slutningen af forhistorisk tid markeres med det tidspunkt, hvor man ser de første eksempler på skrift.
Denne definition rummer to problemer:
- Skriften dukker ikke op samme tid i de geografiske regioner.
- Der er også samfund med en stærk mundtlig tradition som visse præcolumbianske eller subsahariske civilisationer, der ikke har meget tilfælles med forhistoriske samfund.

### Mesolitikum og neolitikum, Europa
Der findes i arkæologien et mere og mere varieret fundbillede. Markeringen mellem palæolitikum og mesolitikum findes geokronologisk som overgangen fra Holocæn til Pleistocæn omkring år 9.600 f.Kr. Det er slutningen på sidste istid, og tilpasningen til det ændrede klima afspejles i fundmaterialet. Neolitikum, eller den yngste stenalder, markeres som tilsynekomsten af landbrug og keramik samt overgangen fra nomadisk liv til faste bopladser.

|                                         |
| Klokkebæger. Goch, Nordrhein-Westfalen. |

### Bronze- og jernalder i Europa
|                                           |                                           |                                           |                                                                                  |                                                        |                                                        |                                    |                                    |                                    |                                          |                                          |                                          |
| Urne, urnemarkskulturen. Marburg, Hessen. | Urne, urnemarkskulturen. Marburg, Hessen. | Urne, urnemarkskulturen. Marburg, Hessen. | Gundestrupkarret, Ca. 400 f.Kr. Gundestrup (Års sogn).                           | Gundestrupkarret, Ca. 400 f.Kr. Gundestrup (Års sogn). | Gundestrupkarret, Ca. 400 f.Kr. Gundestrup (Års sogn). | Armbånd, ca. 1250 f.Kr. Côte-d'Or. | Armbånd, ca. 1250 f.Kr. Côte-d'Or. | Armbånd, ca. 1250 f.Kr. Côte-d'Or. | Armbånd, ca. 100 f.Kr. Cantal, Auvergne. | Armbånd, ca. 100 f.Kr. Cantal, Auvergne. | Armbånd, ca. 100 f.Kr. Cantal, Auvergne. |
|                                           |                                           |                                           |                                                                                  |                                                        |                                                        |                                    |                                    |                                    |                                          |                                          |                                          |
|                                           |                                           |                                           | Magdalenenberg gravhøj, ca. 616 f.Kr. Villingen-Schwenningen, Baden-Württemberg. |                                                        |                                                        |                                    |                                    |                                    |                                          |                                          |                                          |

### Neolitikum, bronze- og jernalder ved Middelhavet
Der har været handel langs Middelhavets kyst og på øerne sandsynligvis som følge af efterspørgsel i kulturcentrerne Mesopotamien og Egypten.
Den græske indvandring nordenfra til Anatoliens vestkyst bragte dem også i kontakt med de ældre bofaste civilisationer. Studierne heraf tilhører klassisk oldtid.
|                                                        |
| Etruskisk gravfigur. Chianciano, Siena. 5. årh. f.Kr.? |

### Bøger fra 1800-tallet
(kronologisk)
- Müller, Peter Erasmus (1824), "Om Kilderne til Saxos Ni förste böger og deres Troværdighed",  i Kongelige Danske videnskabernes selskab (red.), Skrifter: Historisk og filosofisk afdeling, vol. 2, København: H.V.Popp, arkiveret fra originalen 21. august 2011, hentet 18. november 2010
- Goethe, J.W. (1833), "L'Eco, Giornale di Scienze, Lettere, Arti Commercio e Teatri", Goethes Werke: Vollstandige Ausgabe letzter Hand, vol. 46, Stuttgart, Tübingen: J.G. Cotta, arkiveret fra originalen 26. juli 2011, hentet 18. november 2010
- Thomsen, Christian Jürgensen (1836),  Det Kongelige Nordiske Oldskrift-Selskab (red.), Ledetraad til Nordisk Oldkyndighed, København: S.L.Möller
- Boucher de Perthes, Jacques (1864), Antiquités celtiques et antédiluviennes: Mémoire sur l'industrie primitive et les arts à leur origine, vol. 3, Paris: Treuttel et Wurtz (Volume 1)
- Lubbock, John (1865), Pre-historic times, as illustrated by ancient remains, and the manners and customs of modern savages, London: Williams & Norgate (archive.org)
- de Mortillet, Gabriel (1866), Matériaux pour l'histoire positive et philosophique de l'homme, Paris: Bureaux des Travaux et Dcouvertes concernant l'Anthropologie, les temps Antéhistoriques, l'Epoque Quarternaire les Questions de l'Espce et de la Géneration spontanée
- de Mortillet, Gabriel (1867), Promenades préhistoriques à l'Exposition universelle, Paris: C.Reinwald
- Lewis H. Morgan . 1877,1944,2004 . Ancient Society Or Researches in the Lines of Human Progress from Savagery through Barbarism to Civilization Arkiveret 27. december 2010 hos  Wayback Machine. MacMillian, London (1877) . marxists.org (2004) .
- Frederick Engels . 1884,1942,2010 . The Origin of the Family, Private Property and the State Arkiveret 25. april 2006 hos  Wayback Machine. Hottingen-Zurich (1884) . marxists.org (2010) .

## Eksterne link
- Moesgaard Museum Arkiveret 3. august 2002 hos  Wayback Machine

Tysk-sproget
- Forhistorisk community-portal Arkiveret 29. oktober 2020 hos  Wayback Machine
- Løvemennesket fra de schwabiske alper
- Fra Østrig: MAMUZ Museumszentrum Betriebs GmbH (også engelsk tekst) Arkiveret 17. december 2014 hos  Wayback Machine

Fransk-sproget
- Arkæologi portal fra Ministère de la culture français (også engelsk tekst) Arkiveret 3. marts 2011 hos  Wayback Machine
- Lascaux Arkiveret 12. juni 2009 hos  Wayback Machine
- Forhistorisk samling hos Musée National d'Histoire et d'Art du Grand-Duché de Luxembourg (også engelsk tekst) Arkiveret 18. april 2015 hos  Wayback Machine